# Tijara pape Pija VII.
Tijara pape Pija VII. je papinska tijara koja je izrađena kako bi zamijenila dotadašnju tijaru, koja je bila ukradena i uništena po naredbi Napoleona.
Predana je papi Piju VII. 1820. godine. Tijara ne odstupa od tradicionalnog izgleda, a križ na njenom vrhu napravljen je od zlata. Znatno je manje okićena od prethodnih tijara. Danas se čuva u vatikanskoj riznici.

## Vanjske poveznice
- Slike tijare pape Pija VII.